# Ghoesl
Ghoesl of ghusl (Arabisch: غسل) is de rituele wassing die in bepaalde gevallen door moslims verricht wordt.
Het verrichten van ghoesl is volgens gebruik verplicht in de volgende gevallen:
- Na een zaadlozing.
- Na geslachtsgemeenschap, ook als er geen orgasme is geweest.
- Na een droom van erotische aard wanneer vocht op het bed of de kleding wordt aangetroffen.
- Na menstruatie. Tijdens de menstruatieperiode is een vrouw van gebed en vasten vrijgesteld.
- Na het stoppen van de bloedingen na een bevalling, of na het verstrijken van de veertig dagen.
- Als iemand moslim wordt.

Volgens overleveringen is de ghoesl ook verplicht voor diegene die op vrijdag het salah jumah wil verrichten.
Totdat de ghoesl is verricht, kun je, volgens gebruik, het gebed niet verrichten, at-tawaaf (de zeven rondgangen rond de Ka'aba die deel uitmaken van de oemra en hadj) niet volbrengen, de Koran niet dragen of aanraken.
Indien geen water beschikbaar is, kan als alternatief ook de tayammum worden verricht.

## Ritueel
Na de handen en daarna de geslachtsdelen gewassen te hebben, verricht men de ghoesl als volgt. Eerst wordt de intentie uitgesproken door Bismillah ar-Rahmān ar-Rahiem (In de naam van God, de Barmhartige, de Genadevolle) te zeggen.
- Hierna wast men de handen drie keer.
- Daarna verricht men de kleine wassing (soenna). De mond wordt drie keer gespoeld tot de keel en daarna drie keer de neus.
- Als deze wassing is verricht, giet men drie keer water over het hoofd en dan drie keer over de rest van het lichaam, waarbij men stevig wrijft. Hierbij wast men het lichaam, totdat er geen droog plekje overblijft.

Voor vrouwen is het, volgens gebruik, niet verplicht gevlochten haren los te maken, maar ze moeten er wel voor zorgen dat het water tot aan de wortels van hun haren komt. Dit op basis van een Hadith, waarin Oem Salamah (een van de vrouwen van Mohammed) vraagt, of zij haar vlecht moet losmaken. Dit is niet het geval.
Het is toegestaan de ledematen nadien te drogen.